# Gens Equitia
La gens Equitia era una familia plebeya de la antigua Roma. Se conoce principalmente por un solo individuo, Lucio Equitio, que se dice que fue un esclavo fugitivo que se entregó a sí mismo como hijo de Tiberio Sempronio Graco y, en consecuencia, fue elegido tribuno de la plebe en el 99 a. C. Mientras era tribuno designatus, participó activamente en los diseños de Lucio Apuleyo Saturnino, y fue asesinado con él en el año 100 a. C. Apiano dice que su muerte ocurrió el día en que ingresó a su oficina.